# Ракув (Опольське воєводство)
Ракув (пол. Raków, нім. Rakau) — село в Польщі, у гміні Баборув Ґлубчицького повіту Опольського воєводства.
Населення — 398 осіб (2011).

## Демографія
Демографічна структура станом на 31 березня 2011 року:
|          | Загалом | Допрацездатний вік | Працездатний вік | Постпрацездатний вік |
| -------- | ------- | ------------------ | ---------------- | -------------------- |
| Чоловіки | 193     | 30                 | 140              | 23                   |
| Жінки    | 205     | 36                 | 130              | 39                   |
| Разом    | 398     | 66                 | 270              | 62                   |